# Rinconada (kommun i Chile, Región de Valparaíso)
Rinconada är en kommun i Chile.   Den ligger i provinsen Provincia de Los Andes och regionen Región de Valparaíso, i den södra delen av landet, 60 km norr om huvudstaden Santiago de Chile.
Omgivningarna runt Rinconada är i huvudsak ett öppet busklandskap. Runt Rinconada är det ganska tätbefolkat, med 65 invånare per kvadratkilometer.